# Elaphoglossum laxepaleaceum
Elaphoglossum laxepaleaceum är en träjonväxtart som beskrevs av Eduard Rosenstock. Elaphoglossum laxepaleaceum ingår i släktet Elaphoglossum och familjen Dryopteridaceae. Inga underarter finns listade.